# Mamiboys

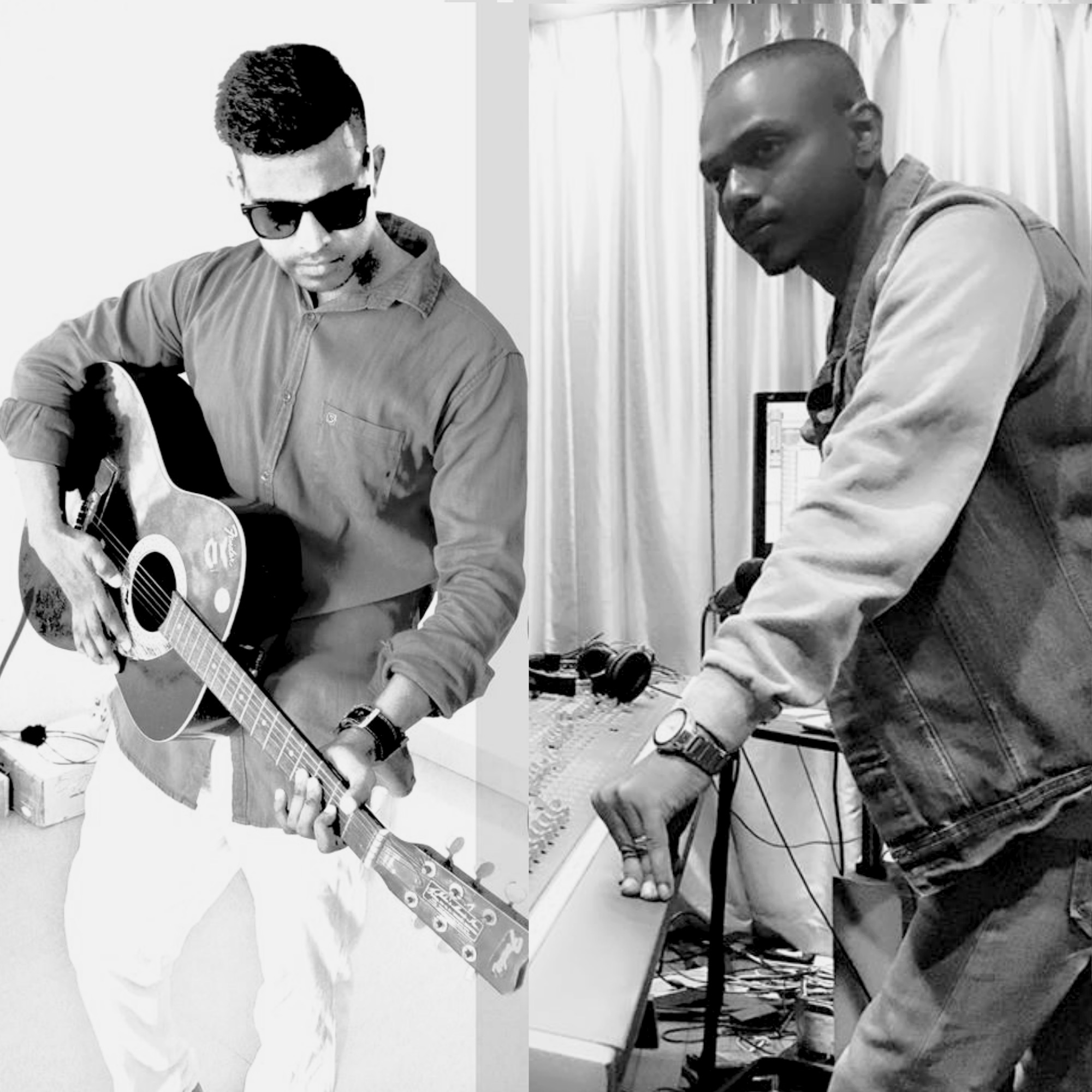
Integrantes de la banda Mamiboys en 2016.

Mamiboys es un grupo de música pop de la India,  está integrado por miembros que pertenecen a diferentes nacionalidades como Singapur e India. El grupo de género pop line-up, está integrado por Rathakrishnan (Nombre artístico: Krisheno de Singapur), Karthikeyan (Nombre artístico: Kevi -J de la India ) y Bharathi (Nombre artístico: Bardy de la India). Formado en  2007, el grupo comenzó su carrera musical lanzado antes de su primer disco de estudio en año 2009, para una película titulada  "Thottu Paar". Que fue escrita y compuesta por el productor musical, Srikanth Deva, el grupo contribuyó a las voces del género rap de la canción titulada "Seema Siriki ", para una película titulada, "Thottu Paar". Esta película fue estrenada en la India, el 15 de octubre de 2010, con una U/A de Certificación. Otras contribuciones cinematográficas de Mamiboys, incluye también voces de género rap en la canción titulada, "Bindaas" de la película del cine Telugu titulada "Bindaas", que fue escrita y compuesta por el productor de música, Shashi Bobo, además protagonizada por Manoj Manchu y Sheena Shahâbadî, en la que fue estrenado el 5 de febrero de 2010. La película también fue posteriormente doblada al Malayalam como "Happy 2 Happy". Ese mismo año, el grupo contribuyó otra en el mismo género rap, en la que utilizó como una puntuación de fondo para una secuencia de la película del cine Telugu titulada "Orange", escrita y compuesta por el compositor, Harris Jayaraj, que fue protagonizada por los reconocidos actores del cine indio, como Ram Charan y Genelia D Souza. La película fue estrenada el 26 de noviembre de 2010 y más adelante se denominó en Malayalam como "Hai Ram" y en Tamil como "Ram Charan". Mamiboys aportó también para las de bandas sonoras de (Chalo India y Siru Siru Thozvikal), para un cortometraje titulado "Roadside Ambanis", en la que ganó los premios como "Mejor Cortometraje", en el 3.er Festival del "Cine Tamil" en Noruega (NTFF), el 27 de abril de 2012.  Mamiboys lanzó un disco en 2013 titulado "Tea Dum", que ha sido programado para su estreno en Singapur, Malasia y la India.

## Discografía

### Películas
| Canción      | Película    | Composición    | Cantantes                  | Letras                                | Año de lanzamiento |  |
| ------------ | ----------- | -------------- | -------------------------- | ------------------------------------- | ------------------ |  |
| Move Aside   | Orange      | Harris Jayaraj | Mamiboys                   | Mamiboys                              | 2010               |  |
| Bindaas      | Bindaas     | Bobo Sasi      | Ranjith, Rap: Mamiboys     | Bhuvana Chandra, Rap Lyrics: Mamiboys | 2010               |  |
| Seema Siriki | Thottu Paar | Srikanth Deva  | Jassie Gift, Rap: Mamiboys | Rap Lyrics: Mamiboys                  | 2010               |  |

### Corto metrajes
| Canción              | Película         | Composición   | Cantantes | Letras   | Año de lanzamiento |  |
| -------------------- | ---------------- | ------------- | --------- | -------- | ------------------ |  |
| Chalo India          | Roadside Ambanis | Jude Niranjan | Mamiboys  | Mamiboys | 2011               |  |
| Siru Siru Thozhvigal | Roadside Ambanis | Jude Niranjan | Mamiboys  | Mamiboys | 2011               |  |

### Dum Tea
| Canción          | Álbum   | Música        | Instrumentos  | Letras         | Etiquetas      |  |
| ---------------- | ------- | ------------- | ------------- | -------------- | -------------- |  |
| Reena I Love You | Dum Tea | Jude Niranjan | Babul- Guitar | Mamiboys       | M-Boyz Recordz |  |
| Tsunami penne    | Dum Tea | Jude Niranjan | Babul- Guitar | Mamiboys       | M-Boyz Recordz |  |
| Natpukulle       | Dum Tea | Jude Niranjan | Jude Niranjan | Prakash Baskar | M-Boyz Recordz |  |
| Dum Tea          | Dum Tea | Jude Niranjan | Babul- Guitar | Mamiboys       | M-Boyz Recordz |  |
| Kannadi          | Dum Tea | Jude Niranjan | Babul- Guitar | Mamiboys       | M-Boyz Recordz |  |
| Thurathuthey     | Dum Tea | Jude Niranjan | Babul- Guitar | Mamiboys       | M-Boyz Recordz |  |
| Vidiyatumey      | Dum Tea | Jude Niranjan | Babul- Guitar | Mamiboys       | M-Boyz Recordz |  |